# 601731 Kukuczka
601731 Kukuczka è un asteroide della fascia principale. Scoperto nel 2013, presenta un'orbita caratterizzata da un semiasse maggiore pari a 2,6810691 au e da un'eccentricità di 0,2637364, inclinata di 13,31638° rispetto all'eclittica.